# Peire d'Ussel
Peire d'Ussel (fl. ca. 1200) fou un trobador occità. Se'n conserva només una cobla.

## Vida
Peire d'Ussel fou el mitjà de tres germans (Eble, Peire i Gui) que, juntament amb el seu cosí Elias d'Ussel, formen part dels anomenats quatre trobadors d'Ussel. Peire d'Ussel apareix en un document d'arxiu de 1190. Els tres germans eren senyors del castell d'Ussel. Segons la vida de Gui d'Ussel, Peire descantava tot quant li trei trobaven. Sobre el terme descant vegeu Perrin, Robert H. "Descant and Troubadour Melodies: A Problem in Terms" in: Journal of the American Musicological Society, 16:3, (tardor, 1963), pp. 313-324

## Obra
Se'n conserva només una cobla que comenta la coneguda mala cançó del seu germà Gui.

### Cobla
- (361,1)[3] En Gui d'Uisel, be·m plai vostra canços

### Edicions
- Audiau, Jean, Les poésies des quatre troubadours d'Ussel, publiées d'après les manuscrits. París: Librarie Delagrave, 1922

### Repertoris
- Guido Favati (editor), Le biografie trovadoriche, testi provenzali dei secc. XIII e XIV, Bologna, Palmaverde, 1961, [pàg. 260; és la vida del seu germà Gui d'Ussel, on es conserven referències a Peire]
- Alfred Pillet / Henry Carstens, Bibliographie der Troubadours von Dr. Alfred Pillet […] ergänzt, weitergeführt und herausgegeben von Dr. Henry Carstens. Halle : Niemeyer, 1933 [Peire d'Ussel és el número PC 361]